# Moritz Adam
Moritz Adam (Berlín, 6 de octubre de 1999) es un deportista alemán que compite en piragüismo en la modalidad de aguas tranquilas.
Ganó dos medallas de plata en el Campeonato Mundial de Piragüismo, en  los años 2019 y 2023, y una medalla de plata en el Campeonato Europeo de Piragüismo de 2024.

## Palmarés internacional
| Campeonato Mundial | Campeonato Mundial   | Campeonato Mundial | Campeonato Mundial |
| Año                | Lugar                | Medalla            | Competición        |
| ------------------ | -------------------- | ------------------ | ------------------ |
| 2019               | Szeged (Hungría)     | Medalla de plata   | C4 500 m           |
| 2023               | Duisburgo (Alemania) | Medalla de plata   | C2 1000 m          |
| Campeonato Europeo |                      |                    |                    |
| Año                | Lugar                | Medalla            | Competición        |
| 2024               | Szeged (Hungría)     | Medalla de plata   | C2 1000 m          |